# Onze-Lieve-Vrouw-Hemelvaartkerk (Oudegem)

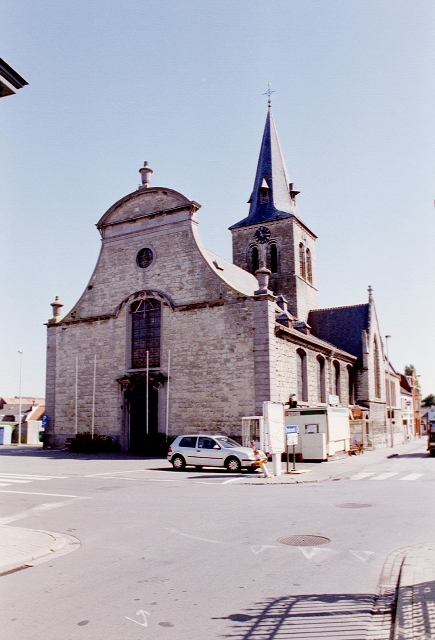
Onze-Lieve-Vrouw-Hemelvaartkerk

De Onze-Lieve-Vrouw-Hemelvaartkerk is de parochiekerk van de tot de Oost-Vlaamse gemeente Dendermonde behorende plaats Oudegem, gelegen aan de Oudegemse baan.

## Geschiedenis
De vieringtoren en een deel van het koor stammen mogelijk uit de tweede helft van de 13e eeuw. Het transept is mogelijk begin 14e eeuw tot stand gekomen. In 1559 en 1597 werd de kerk, na beschadiging tijdens de godsdiensttwisten, hersteld. In 1614 werd de toren hersteld en ook in 1678 vond herstel plaats, nadat de toren beschoten werd.
In 1738 werd de kerk vergroot met zijbeuken. In 1753 werden de zijbeuken verder vergroot naar ontwerp van Filip Govert. In 1910-1912 werd de kerk verder vergroot naar ontwerp van Jules Goethals. Het koor en twee sacristieën werden toen gesloopt en daarvoor in de plaats kwamen drie koren en een nieuwe sacristie.
Bij een beschieting op 26 september 1914 liep het kerkdak schade op om in 1920 hersteld te worden.

## Gebouw
Het betreft een georiënteerde driebeukige pseudobasiliek met transept. De westgevel is een barok aandoende klokgevel van 1753. De vieringtoren heeft een vierkante plattegrond en wordt bekroond door een ingesnoerde naaldspits.

## Interieur
Er zijn 25 figuratieve glas-in-loodramen, geplaatst in 1910-1912, vervaardigd door Joseph Casier en mogelijk ontworpen door Jean-Baptiste Charles de Bethune.
De kerk bezit enkele 17e-eeuwse schilderijen en een aantal heiligenbeelden uit de 18e en de 19e eeuw. De kerk heeft drie neogotische altaren: het hoofdaltaar is van 1913, het noordelijk Onze-Lieve-Vrouwealtaar is van 1920 en het zuidelijk zijaltaar, gewijd aan het heilig Hart van Jezus, is van omstreeks 1924.
De lambrisering is van omstreeks 1750. Koorgestoelte en communiebank zijn van omstreeks 1910. De preekstoel is uit de eerste helft van de 18e eeuw en de vier biechtstoelen zijn van midden 18e eeuw. De kerk bezit een roodmarmeren doopvont uit de tweede helft van de 17e eeuw.
Het Van Peteghem-orgel werd in 1769 geplaatst.